# Брюль, Биргит
Биргит Брюль (дат. Birgit Brüel; 6 октября 1927, Копенгаген — 23 февраля 1996, Гентофте, Копенгаген) — датская певица и актриса, известная благодаря участию на Евровидении 1965.
Профессиональная карьера Брюль началась в 1950 году, когда она выступала в джазовом квартете «Max Brüel Quartet». В 1950-х годах она стала известна как актриса театра и кино, а в период с 1961 по 1966 Биргит пела в «Jazz Radio Group».
В 1965 году Брюль выиграла «Dansk Molodi Grand Prix» с песней «For din skyld» («Ради тебя»), и получила право на участие в 10-м конкурсе песни Евровидение в Неаполе, как участник от Дании. Она заняла седьмое место из восемнадцати возможных. Интересно, что за её песню проголосовали только две страны (Люксембург и Швеция), однако она получила от них максимальные баллы.
Биргит родила троих детей (дочь от первого брака, и двух дочерей от второго брака с Максом Брюлем).
Певица скончалась от рака в 1996 году, в возрасте 68 лет.

## Фильмография
Биргит Брюль снялась в 24 фильмах в период с 1953 по 1993.

## Дискография
- Den Hemmelige Rude (1985)